# Sergio Agüero
Sergio Leonel „Kun“ Agüero del Castillo (* 2. červen 1988, Quilmes, Argentina) je bývalý argentinský fotbalový útočník a reprezentant. Bývalý hráč argentinského Independiente, španělského Atlética Madrid, anglického Manchesteru City a španělské Barcelony. V roce 2021 ukončil aktivní kariéru kvůli problémům se srdcem.
Za Independiente odehrál v argentinské lize první zápas měsíc po svých 15. narozeninách jakožto historicky nejmladší debutant. S Atléticem Madrid vyhrál v sezóně 2009/10 Evropskou ligu UEFA. Za Manchester City nastupoval deset let, pětkrát vyhrál Premier League, v této anglické nejvyšší ligové soutěži zaznamenal nejvíce gólů mezi hráči nenarozenými v Anglii a vsítil více gólů za Manchester City než kdokoliv před ním. Dosáhl pro klub prvního finále Ligy mistrů UEFA, v tomto prohraném zápase v roce 2021 se s klubem rozloučil.
Za seniorskou reprezentaci Argentiny odehrál 97 utkání a vstřelil při nich 42 gólů (k červenci 2020). Agüero je tak po Lionelu Messim a Gabrielu Batistutovi třetím nejlepším reprezentačním střelcem v historii.

## Klubová kariéra

### CA Independiente
V dresu Clubu Atlético Independiente nastoupil ve věku 15 let a 35 dní, čímž překonal rekord Diega Maradony a stal se nejmladším fotbalistou v historii argentinské ligy.

### Atlético Madrid

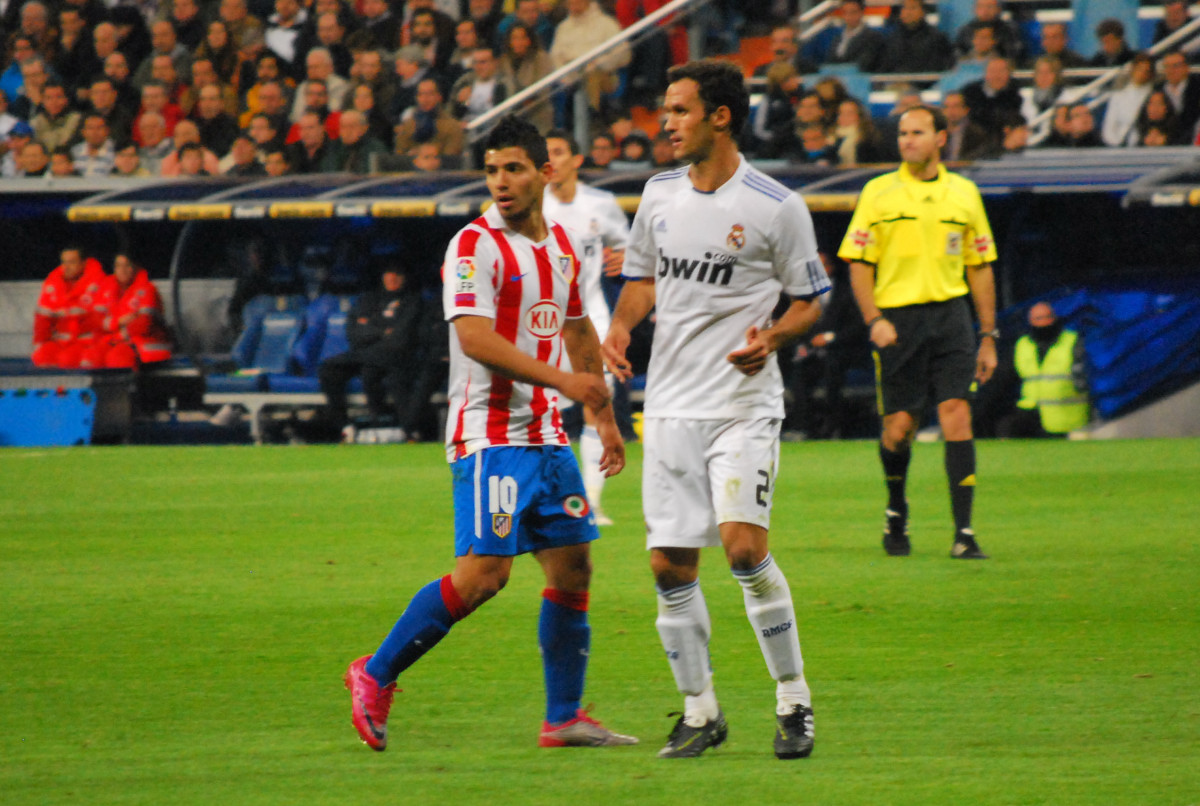
Sergio Agüero v době angažmá v Atlétiku Madrid v derbyovém zápase s Realem Madrid (listopad 2010)

Do Atlética přestoupil v květnu roku 2006 za částku údajně 23 milionů eur. Ve své první sezoně v Primera división odehrál všech 38 utkání a vsítil 6 branek. V roce 2007 získal ocenění Golden Boy, které uděluje italský sportovní deník Tuttosport ve spolupráci s dalšími evropskými novinami vítězi hlasování o nejlepšího hráče do 21 let působícího v některé z evropských nejvyšších fotbalových lig.
V následující sezoně 2007/08 se stal třetím nejlepším střelcem, když nastřílel 19 gólů. Tento počin mu vynesl druhé místo v nově vzniklé anketě o nejlepšího útočníka španělské ligy, Trofeo Alfredo di Stéfano.
Před startem ročníku 2008/09 přišel z Villarrealu uruguayský reprezentant Diego Forlán. Společně vytvořili obávanou útočnou dvojici, která vytáhla Atlético na čtvrté místo v La Lize a vybojovala účast v Lize mistrů. V té madridský klub skončil už v základní části, když obsadil třetí příčku ve skupině a přesunul se do Evropské ligy, kde postupně vyřadilo Galatasaray, Sporting, Valencii a Liverpool a ve finále porazilo 2:1 v prodloužení anglický Fulham FC.

### Manchester City

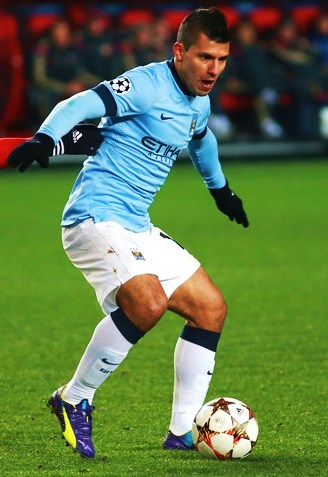
Agüero hrající za Manchester City v Lize mistrů UEFA v zápase proti CSKA Moskva (2014)

28. července 2011 byl Sergio oficiálně představen jako nová posila Manchesteru City. Cena za jeho přestup měla údajně dosahovat výše kolem 35 miliónů britských liber (cca 40 miliónů eur). Agüero podepsal smlouvu na pět let a minimálně pro svou první sezónu si zvolil dres s číslem 16, na kterém nosí přezdívku "Kun Agüero". Svůj první start za Manchester City si odbyl 15. srpna 2011, kdy nastoupil v rámci anglické Premier League v zápase proti Swansea. Na hřiště se dostal v 59. minutě a do konce zápasu stihl vstřelit 2 góly a na jeden přihrát. Ve své první sezoně 2011/12 získal s týmem ligový titul.
Po premiérové sezóně se dočkal klubového ocenění pro nejlepšího hráče týmu a k tomu ocenění za nejlepší gól sezóny – úvodní gól do sítě Norwiche při venkovní výhře 6:1.

#### Sezóna 2012/2013
Ačkoli Agüero hrozil obraně Chelsea v úvodním zápase sezóny, gól nedal. Jeho spoluhráči se ovšem 12. srpna 2012 postarali o výhru 3:2 v rámci Community Shield, tedy anglického superpoháru. Začátkem ligové sezóny se zranil – v úvodním zápase se Southamptonem odehrál 13 minut, ale koleno mu nedovolilo odehrát více. Manchester City navzdory této překážce 3:2 vyhrál. Na zápase Ligy mistrů s Realem Madrid byl mezi náhradníky neposlanými na trávník, zahrál si až s Arsenalem. První gól vpravil 29. září do sítě Fulhamu při venkovní výhře 2:1.
V semifinále FA Cupu sezóny 2012/13 13. dubna 2013 vstřelil jeden gól Chelsea FC, podílel se tak na vítězství Manchesteru City 2:1, který postoupil do finále proti Wiganu Athletic. Ve finále FA Cupu 11. května nastoupil v základní sestavě a byl tak přítomen u porážky 0:1 s Wiganem, proti kterému platil Manchester City za favorita.

#### Sezóna 2013/2014
Poranění kolena jej připravilo o většinu předsezónní přípravy, ovšem pro první ligový zápas byl už novému trenérovi Manuelu Pellegrinimu k dispozici a gólem přispěl k výhře 4:0 nad Newcastlem. Jeho dva góly do sítě rivala Manchesteru United 22. září pomohly k výhře 4:0. 23. října 2013 vstřelil dva góly v utkání základní skupiny Ligy mistrů ruskému CSKA Moskva, zařídil tak vítězství svého týmu 2:1. V průběhu prosince si při výhře 6:3 nad Arsenalem poranil lýtko a chyběl další měsíc.
Venku proti Tottenhamu 29. ledna 2014 se při výhře 5:1 znovu zranil, ale stačil vstřelit svůj 50. gól v Premier League. Ve finále Ligového poháru se Sunderlandem 3. března již nastoupil a byl u výhry 3:1 a u první trofeje sezóny. Následně si zahrál odvetu osmifinále Ligy mistrů s Barcelonou a znovu byl nucen střídat. Manchester City bylo po dvou prohrách vyřazeno. V dubnu se konal návrat na trávníky, první gól od ledna Agüero vstřelil 21. dubna proti West Bromwich Albion při domácí výhře 3:1, která ze třetí příčky udržela naděje týmu na titul. V závěru ligové sezóny 2013/14 vyhráli doma Citizens 2:0 proti West Ham United 11. května a zajistili si tak druhý titul za tři roky, stejně tak i Agüero.

#### Sezóna 2014/2015

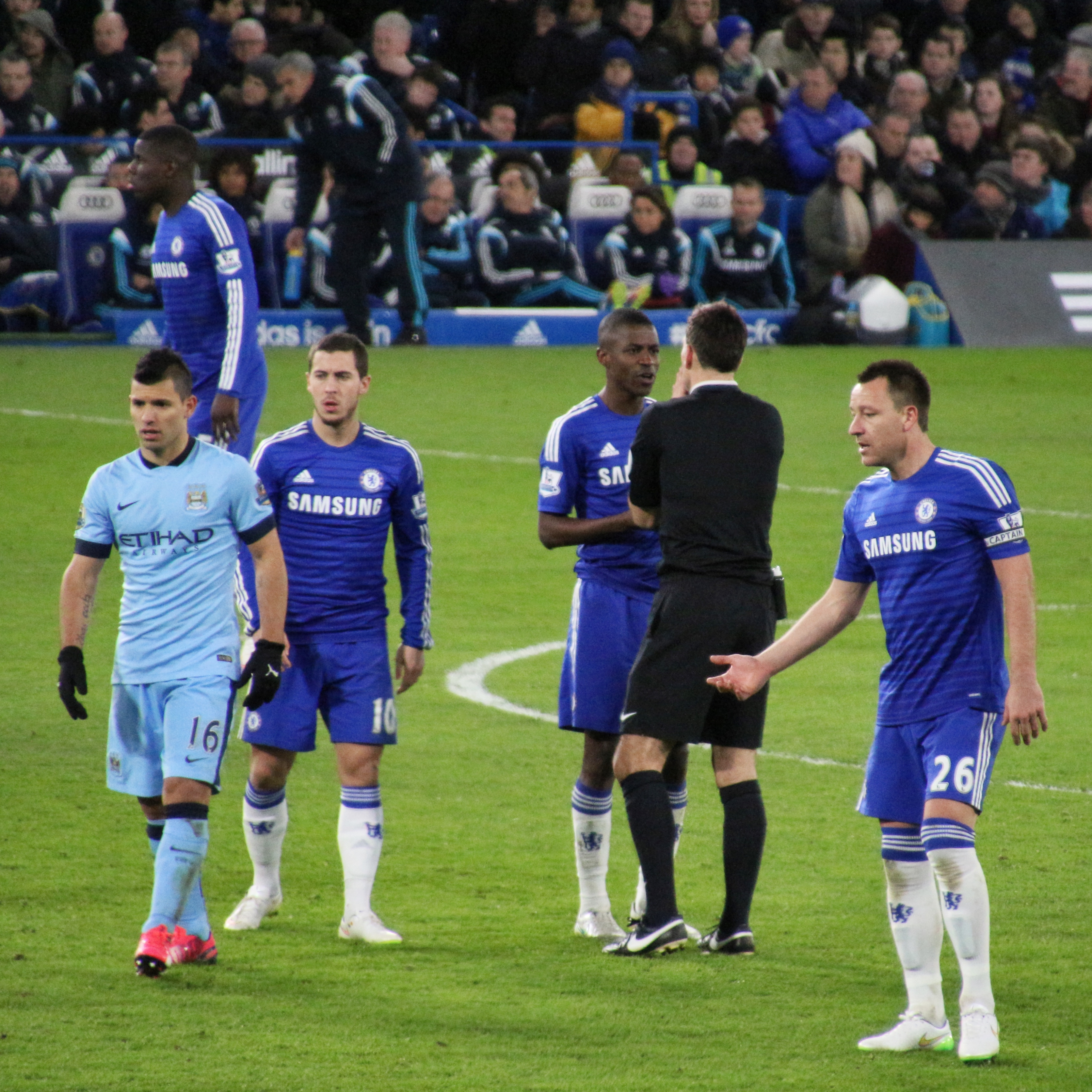
Sergio Agüero (úplně vlevo) v remízovém zápase na půdě Chelsea (leden 2015)

Úvodní ligový zápas sezóny 2014/15 proti Newcastlu 17. srpna 2014 začal na lavičce a do hry byl vyslán až ke konci, během něhož zvýšil na konečných 2:0. Role náhradníka mu příslušela i v zápase s Liverpoolem 26. srpna, to se při výhře 3:1 opět jednou gólově prosadil ke konci zápasu. V zápase 8. kola kopal rovnou tři penalty, jednu z nich soupeřův gólman Hugo Lloris chytil. Mimo to vstřelil další dva góly ze hry a sám se tak 18. října podepsal pod domácí výhrou 4:1 nad Tottenhamem. Manchesterské derby 2. listopadu na domácím Etihad Stadium rozhodl jedním gólem. Proti Bayernu Mnichov 25. listopadu v zápase skupiny Ligy mistrů vstřelil hattrick, který rozhodl o domácí výhře 3:2, přestože ještě v 80. minutě City 1:2 prohrávalo. Na stadionu Southamptonu nastoupil ke svému 100. zápasu v rámci Premier League a pro spoluhráče připravil dva góly, díky čemuž City vyhráli 3:0. Agüero neproměnil penaltu a neoprávněně obdržel žlutou kartu, neboť jej rozhodčí podezříval ze simulování. Za měsíc listopad byl vyhlášen hráče měsíce, a to podruhé v kariéře. Začátkem prosince vyhrál hlasování „Hráč roku“ Federace fotbalových příznivců (Football Supporters' Federation).
Dne 12. dubna 2015 dosáhl na hranici 100 gólů za Manchester City, ale jeho dva góly nestačily na jediný bod, City totiž prohrály derby s Manchesterem United 2:4. 10. května vstřelil hattrick při domácí výhře 6:0 nad Queens Park Rangers. 24. května vstřelil svůj 26. ligový gól v sezóně Southamptonu v posledním 38. kole při výhře 2:0. Za sezónu 2014/15 se stal nejlepším střelcem Premier League.

#### Sezóna 2015/2016

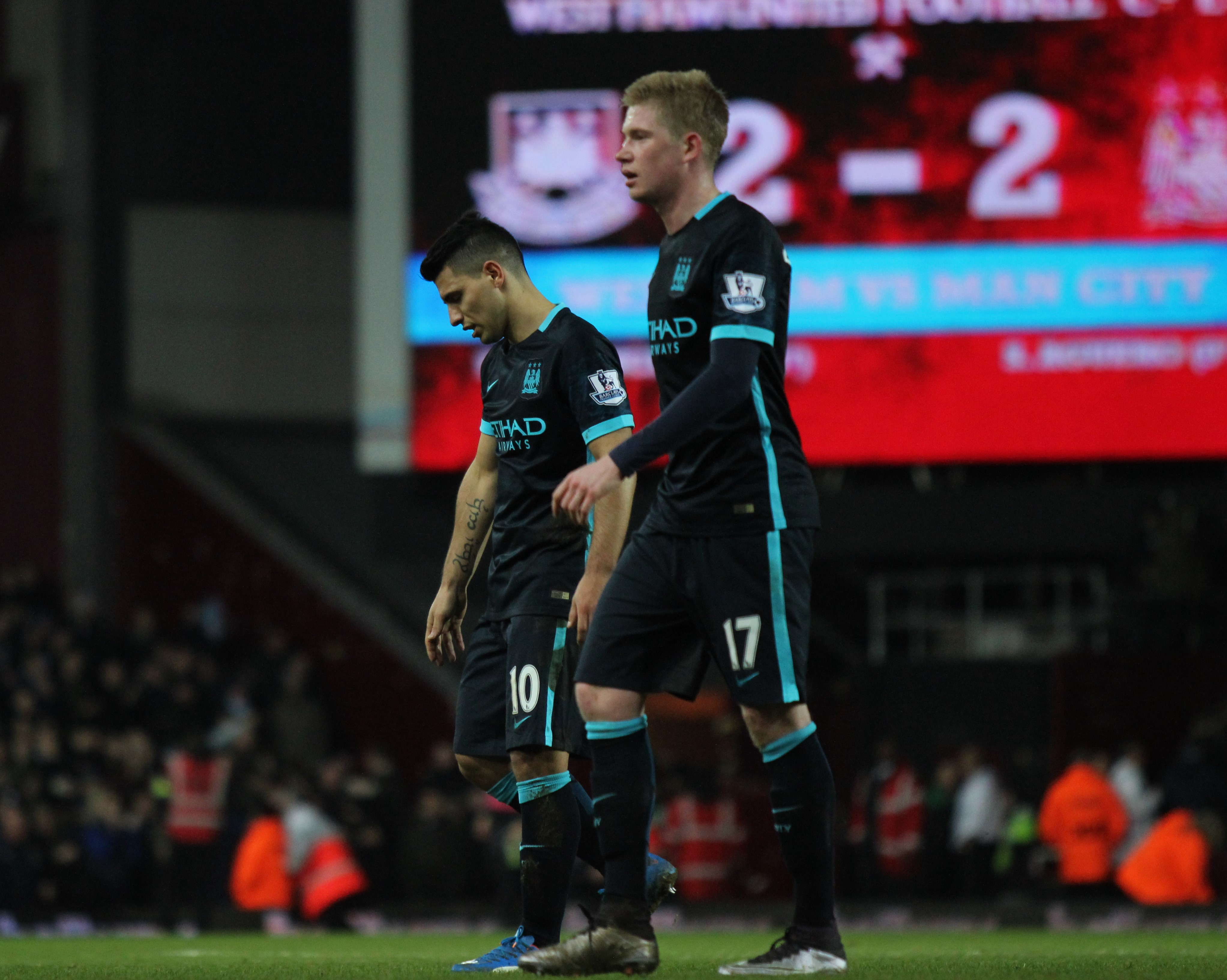
Sergio Agüero (vlevo) s ofenzivním spoluhráčem Kevinem de Bruynem v zápase s West Ham United (leden 2016)

První domácí zápas ligové sezóny v srpnu 2015 se gólově prosadil proti obhájci Chelsea, kterou Citizens porazili 3:0.
V následujícím třetím kole proti Evertonu byl u výhry 2:0 venku. V průběhu zápasu Agüero zaregistroval zhroucení fanouška domácího týmu a upozornil na to rozhodčího, což vedlo ke včasnému zásahu lékařů.
Během zápasu 8. kola 3. října vstřelil 5 gólů proti Newcastle United (výhra 6:1).
Agüero dosáhl stovky gólů v Premier League v jeho 147. zápase na půdě Chelsea dne 16. dubna 2016. Jeho hattrick zaručil výhru 3:0 a tři body. Jediným fotbalistou, který v Premier League dosáhl stovky gólů rychleji byl útočník Alan Shearer, jemuž stačilo 124 zápasů.

#### Sezóna 2016/2017
Trenérem Manchesteru City se nově stal Pep Guardiola a byl to Agüero, kdo dal v polovině srpna 2016 první soutěžní gól pod Španělovým vedením. Agüerova proměněná penalta ve čtvrté minutě úvodního utkání v Premier League proti Sunderlandu pomohla k domácímu vítězství 2:1.
V listopadu proti Middlesbrough vstřelil svůj 14. gól za posledních 15 utkání a jeho trefa pomohla k remíze 1:1. Pro Agüera to byl 150. gól ve dresu celku z Manchesteru.
V prosinci prohrál se City v utkání s Chelsea a po faulu na Davida Luize obdržel červenou kartu znamenající vyloučení, jeho trestem byl distanc na další čtyři utkání.
Manchester City zakončil sezónu 2016/17 bez trofeje. Agüero uzmul čtvrtou příčku mezi ligovými střelci s 20 góly za 31 utkání, měl tak o devět gólů méně jak první útočník Harry Kane.

#### Sezóna 2017/2018
Agüero zahájil ligovou sezónu 2017/18 trefou do sítě nováčka Brightonu a tento duel dopadl výhrou City 2:0.
Začátkem září přispěl jedním gólem k demolici Liverpoolu 5:0 a stal se tak zahraničním fotbalistou s nejvíce góly v historii Premier League, když 124. gólem překonal 123 gólů Dwighta Yorka.
O týden později na hřišti Watfordu vstřelil hattrick a z poloviny se podepsal na výhře 6:0.
V lednu zaznamenal hattrick v ligovém klání s Newcastle United a City díky němu zvítězili 3:1 a podrželi náskok 12 bodů na druhé místo.
Jeho lednové výkony mu vynesly ocenění hráče měsíce.
Po prvním únorovém poločase domácího ligového střetu s Leicesterem byl stav nerozhodný 1:1, ve druhém poločase ovšem Agüero vstřelil rovnou čtyři góly a sám tak zařídil vítězství 5:1.
Ve finále Ligového poháru (EFL Cup) proti Arsenalu 25. února otevřel skóre, když v souboji jeden na jednoho překonal lobem soupeřova brankáře Davida Ospinu. Nakonec City vyhráli 3:0.
V dubnu byl nominován do „Týmu roku“ podle Asociace profesionálních fotbalistů (Professional Footballers' Association, PFA) společně s dalšími čtyřmi spoluhráči ze City.

#### Sezóna 2018/2019
Agüero se stal hlavní postavou v úvodu sezóny 2018/19, když dvěma góly přemohl Chelsea, Manchester City tak získal výhrou 2:0 Community Shield. Když po 13 minutách otevřel skóre, zároveň dosáhl hranice 200 vstřelených gólů za klub.
Dále v srpnu se předvedl svým devátým hattrickem v Premier League vůbec, a to v zápase proti Huddersfieldu při výhře 6:1.
V září 2018 byla klubem oznámena dohoda o prodloužení smlouvy, která Argentince původně vázala do roku 2020. Smlouva nová zajišťovala Agüerovy služby City do roku 2021.
Následující den po oznámení vstřelil gól proti Cardiffu, na jeho úvodní trefu navázali další spoluhráči a nakonec City venku vyhrálo 5:0. Pro Kuna to byl jeho 300. zápas ve dresu manchesterského týmu.
Ligové utkání proti Southamptonu konané 4. listopadu 2018 dopadlo vítězstvím 6:1 pro domácí Citizens. Druhý gól vstřelil Agüero, ten tímto překonal metu 150 gólů a stihl to ve svém 220 utkání v Premier League. Jediným fotbalistou, který této mety dosáhl během menší zápasové porce byl Alan Shearer.
Přesně o týden později během derby s Manchesterem United dovedl domácí jedním gólem k výhře 3:1 a s osmi góly se stal nejlepším střelcem v historii Manchesterského derby. O prvenství se v tuto chvíli dělil s někdejším útočníkem United Waynem Rooneym.
Třetí únorový den v roce 2019 sám hattrickem rozhodl ligové utkání s Arsenalem, které City vyhrálo 3:1. Skóre Agüero otevřel už po 46 vteřinách.
Týden nato vstřelil další hattrick při výhře 6:0 nad Chelsea a dorovnal už zmíněného Shearera s 11 hattricky v novodobé anglické lize a za svůj výkon byl na BBC zvolen mužem utkání.
Po utkání byl již historicky nejlepším ligovým střelcem Manchesteru City se 160 góly, tedy před dvojicí Tommy Johnson a Eric Brook se 158 góly.
V dubnu byl stejně jako předchozí ročník nominován do „Týmu roku“ podle Asociace profesionálních fotbalistů opět společně s dalšími čtyřmi spoluhráči ze City.

#### Sezóna 2019/2020
V ročníku 2019/20 proti Aston Ville nastřílel při výhře 6:1 svůj 12. ligový hattrick, čímž se stal nejlepším střelcem–cizincem v dějinách Premier League (překonal Thierry Henryho). Po tomto utkání čítalo Agüerovo konto 177 branek a povedlo se mu to v 255. utkání.
Proti Crystal Palace v lize 18. ledna 2020 zachránil dvěma góly remízu 2:2. Ten první vstřelený byl jeho 250. gólem ve dresu Citizens.
V červnovém utkání proti Burnley si přivodil zranění menisku a vážnost zranění měla ohrozit jeho účast v odvetě osmifinále Ligy mistrů.

#### Sezóna 2020/2021
Kvůli poranění menisku z předchozí sezóny nastoupil do prvního zápasu až 17. října 2020 jako hráč základní sestavy proti Arsenalu při ligové výhře 1:0.
O čtyři dny později se z penalty gólově prosadil v úvodním skupinovém zápase Ligy mistrů proti Portu a byl u výhry 3:1.
V Premier League se prosadil až 13. března 2021 ve 28. kole na hřišti Fulhamu, kde Manchester City vyhrál 3:0. Ligovou trefu předtím naposledy zaznamenal v lednu 2020.
Na konci března klub oznámil Agüerův odchod po konci sezóny v důsledku vypršení smlouvy.
V posledním 38. kole se už mistrovské City postavilo 23. května doma Evertonu, a to za přítomnosti 10 tisíc diváků navrátivších se na stadiony po pandemii covidu-19. Trenér Pep Guardiola vyslal Agüera na hřiště v 64. minutě a ten si na závěr svého angažmá připsal dva góly, čímž pomohl k výhře 5:0. Druhým z nich dosáhl na metu 260 gólů a překonal Wayna Rooneyho z Manchesteru United v počtu gólů za jediný klub v anglické Premier League.
Do finále Ligy mistrů UEFA proti Chelsea 29. května 2021 zasáhl jako střídající hráč, ale skóre 0:1 neovlivnil a trofej se City ve svém posledním zápase nevybojoval.

### FC Barcelona
31. května podepsal dvouletou smlouvu s klubem FC Barcelona. Zraněním odkládanou premiéru zažil 17. října v zápase s Valencií, se kterou doma Barcelona 3:1 vyhrála, při níž strávil na trávníku závěrečné minuty. První zápas Ligy mistrů v novém působišti byl pro Agüera ten domácí proti Dynamu Kyjev dne 20. října. Katalánci vyhráli 1:0, sám Argentinec odehrál závěrečných 15 minut. První soutěžní gól vpravil do sítě Realu Madrid v ligovém derby El Clásico 24. října 2021, avšak Barcelona doma přesto prohrála 1:2. Se spoluhráči se pak musel popasovat se změnou trenéra, poté co byl odvolán Ronald Koeman. Následně proti Rayu Vallecano 27. října v 11. kole La Ligy prvně strávil na hřišti plnou minutáž, avšak Barcelona 0:1 prohrála. Další zápas proti Deportivu Alavés na konci října nedohrál, dýchací potíže jej přiměly vystřídat ještě před poločasem. Následně klub oznámil, že u něj byla nalezena srdeční arytmie a bude chybět alespoň tři měsíce. Právě maligní arytmie jej přiměla ukončit aktivní kariéru. Učinil tak po prohlášení na své tiskové konferenci dne 15. prosince 2021.

## Reprezentační kariéra

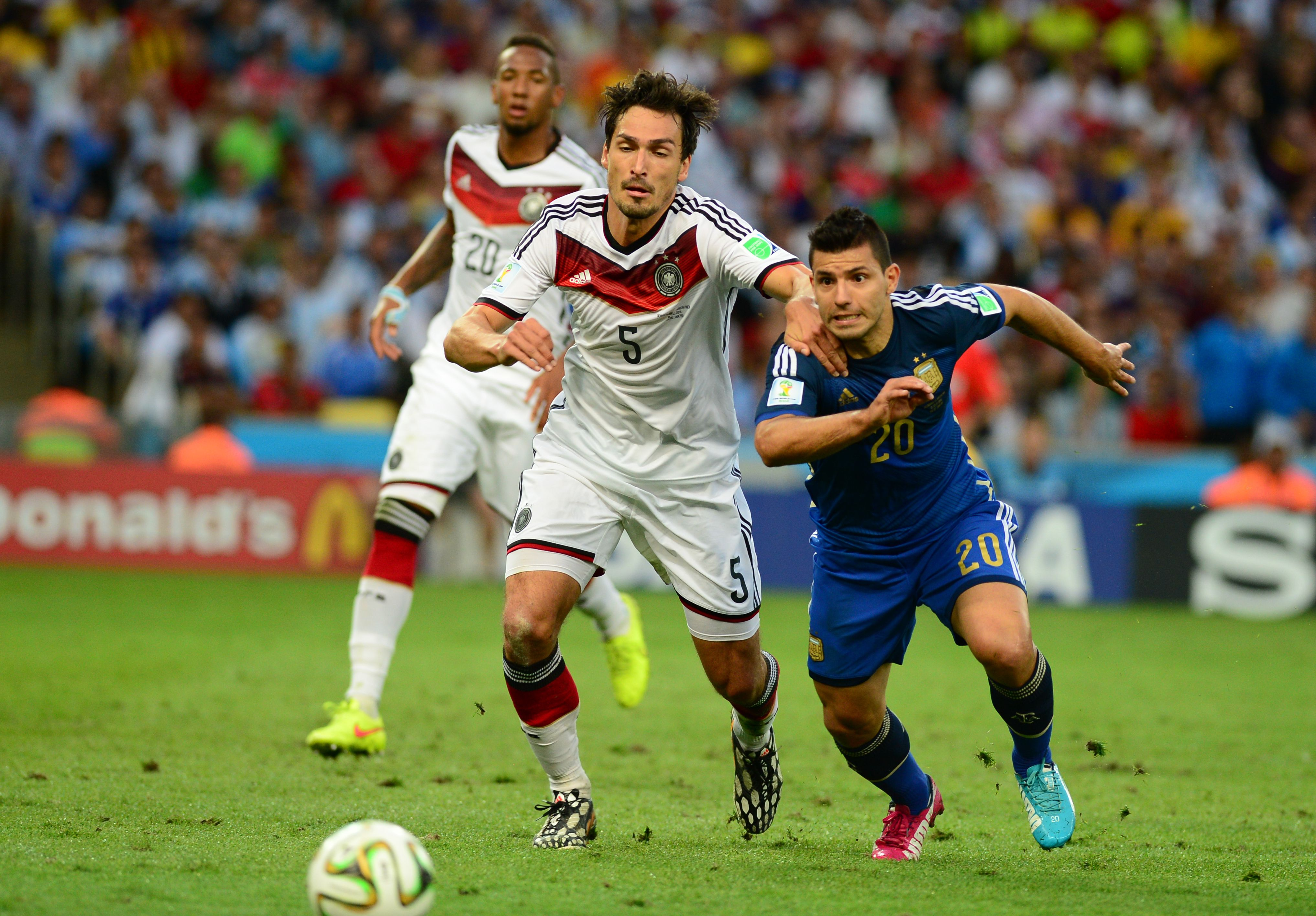
Sergio Agüero v souboji s Matsem Hummelsem ve finále Mistrovství světa 2014

Působil i v mládežnických reprezentačních výběrech Argentiny včetně olympijského (U23). Sergio získal s argentinským mládežnickým výběrem do 20 let titul na Mistrovství světa U20 2005 konaném v Nizozemsku. Ve finále porazila Argentina Nigérii 2:1, v týmu zářil Lionel Messi.
Byl členem argentinského olympijského výběru do 23 let, který na LOH 2008 v Pekingu získal zlato po výhře 1:0 nad Nigérií.

### A-mužstvo
Sergio Agüero debutoval v seniorské reprezentaci Argentiny 3. září 2006 v přátelském utkání proti Brazílii, hraném v Londýně na Emirates Stadium. Ještě předtím získal tři zlaté medaile v mládežnických kategoriích. Dvakrát vyhrál juniorské mistrovství světa a jednou olympijské hry. V roce 2010 se pod vedením svého tchána Diega Maradony zúčastnil svého prvního mistrovství světa konaného v Jihoafrické republice.
Trenér Alejandro Sabella jej vzal na mistrovství světa 2014 v Brazílii. S týmem postoupil až do finále proti Německu. V semifinále proti Nizozemsku došlo za stavu 0:0 na penalty, Agüero svůj pokus proměnil. Ve finále Argentina prohrála 0:1 v prodloužení a získala stříbrné medaile.

#### Copa América 2015
V přípravě na turnaj Copa América proti Bolívii 7. června zaznamenal svůj první reprezentační hattrick a pomohl soupeře zdolat 5:0. Turnaj pořádaný v Chile pro Argentince začal zápasem s Paraguayí 13. června a skončil nerozhodně 2:2. Agüero otevřel skóre tohoto zápasu, v tom dalším 14. června proti Uruguayi dal hlavou jediný gól zápasu po centru svého klubového spoluhráče Pabla Zabalety. Do závěrečného skupinového duelu s Jamajkou nezasáhl.
Odehrál 73 minut čtvrtfinálového souboje s Kolumbií 27. června, poté jej vystřídal Carlos Tévez. Do semifinále Argentina postoupila po úspěšném penaltovém rozstřelu a v něm 1. července přehrála 6:1 Paraguay. Agüero – v útoku podporovaný Lionelem Messim a Ángelem Di Maríou – zaznamenal jeden gól a přispěl k postupu do prvního finále na Copa América od roku 2007. Ve finále proti Chile 4. července 2015 odehrál 74 minut než byl střídán Gonzalem Higuaínem, který později promarnil gólovou příležitost, kvůli čemuž se ani v prodloužení diváci gólu nedočkali. Argentina posléze prohrála v penaltovém rozstřelu 1:4.

#### Copa América 2021
Do úvodního zápasu turnaje Copa América 14. června zasáhl jako náhradník na závěrečných 10 minut, Argentina se s Chile rozešla nakonec smírně 1:1. Poté co proti Uruguayi 19. června nenastoupil, startoval 22. června v základní sestavě duelu s Paraguayí ve svém prvním startu od listopadu 2019. Argentina v obou případech 1:0 vyhrála a zajistila si čtvrtfinále. Ve čtvrtém skupinovém zápase dne 29. června s Bolívií absolvoval při výhře 4:1 svůj 100. zápas za národní tým. Opět jako střídající hráč vstoupil do poslední 94. minuty zápasu s Ekvádorem, který Argentině podlehl 0:3. Pro Agüera šlo o poslední zápas na turnaji, v semifinále a finále Argentinci uspěli proti Kolumbii a Brazílii a vyhráli jihoamerickou soutěž prvně od roku 1993.

## Reprezentační góly
Skóre a góly Argentiny jsou vždy zapsány jako první.
| Pořadí | Datum              | Místo                                                                | Soupeř              | Skóre | Výsledek | Soutěž                                           |
| ------ | ------------------ | -------------------------------------------------------------------- | ------------------- | ----- | -------- | ------------------------------------------------ |
| 1.     | 17. listopadu 2007 | Estadio Monumental Antonio Vespucio Liberti, Buenos Aires, Argentina | Bolívie             | 1–0   | 3–0      | Kvalifikace na Mistrovství světa ve fotbale 2010 |
| 2.     | 26. března 2008    | Káhirský mezinárodní stadion, Káhira, Egypt                          | Egypt               | 1–0   | 2–0      | Přátelský zápas                                  |
| 3.     | 4. června 2008     | Qualcomm Stadium, San Diego, USA                                     | Mexiko              | 4–1   | 4–1      | Přátelský zápas                                  |
| 4.     | 6. září 2008       | Estadio Monumental Antonio Vespucio Liberti, Buenos Aires, Argentina | Paraguay            | 1–1   | 1–1      | Kvalifikace na Mistrovství světa ve fotbale 2010 |
| 5.     | 11. října 2008     | Estadio Monumental Antonio Vespucio Liberti, Buenos Aires, Argentina | Uruguay             | 2–0   | 2–1      | Kvalifikace na Mistrovství světa ve fotbale 2010 |
| 6.     | 28. března 2009    | Estadio Monumental Antonio Vespucio Liberti, Buenos Aires, Argentina | Venezuela           | 4–0   | 4–0      | Kvalifikace na Mistrovství světa ve fotbale 2010 |
| 7.     | 12. srpna 2009     | Lokomotiv Stadium, Moskva, Rusko                                     | Rusko               | 1–1   | 3–2      | Přátelský zápas                                  |
| 8.     | 24. května 2010    | Estadio Monumental Antonio Vespucio Liberti, Buenos Aires, Argentina | Kanada              | 5–0   | 5–0      | Přátelský zápas                                  |
| 9.     | 7. září 2010       | Estadio Monumental Antonio Vespucio Liberti, Buenos Aires, Argentina | Španělsko           | 4–1   | 4–1      | Přátelský zápas                                  |
| 10.    | 20. června 2011    | Estadio Monumental Antonio Vespucio Liberti, Buenos Aires, Argentina | Albánie             | 3–0   | 3–0      | Přátelský zápas                                  |
| 11.    | 1. července 2011   | Estadio Ciudad de La Plata, La Plata, Argentina                      | Bolívie             | 1–1   | 1–1      | Copa América 2011                                |
| 12.    | 11. července 2011  | Estadio Mario Alberto Kempes, Córdoba, Argentina                     | Kostarika           | 1–0   | 3–0      | Copa América 2011                                |
| 13.    | 11. července 2011  | Estadio Mario Alberto Kempes, Córdoba, Argentina                     | Kostarika           | 2–0   | 3–0      | Copa América 2011                                |
| 14.    | 15. listopadu 2011 | Estadio Metropolitano Roberto Meléndez, Barranquilla, Kolumbie       | Kolumbie            | 2–1   | 2–1      | Kvalifikace na Mistrovství světa ve fotbale 2014 |
| 15.    | 2. června 2012     | Estadio Monumental Antonio Vespucio Liberti, Buenos Aires, Argentina | Ekvádor             | 1–0   | 4–0      | Kvalifikace na Mistrovství světa ve fotbale 2014 |
| 16.    | 12. října 2012     | Estadio Malvinas Argentinas, Mendoza, Argentina                      | Uruguay             | 2–0   | 2–0      | Kvalifikace na Mistrovství světa ve fotbale 2014 |
| 17.    | 6. února 2013      | Friends Arena, Solna, Švédsko                                        | Švédsko             | 2–1   | 3–2      | Přátelský zápas                                  |
| 18.    | 11. června 2013    | Estadio Olímpico Atahualpa, Quito, Ekvádor                           | Ekvádor             | 1–0   | 1–1      | Kvalifikace na Mistrovství světa ve fotbale 2014 |
| 19.    | 10. září 2013      | Estadio Defensores del Chaco, Asunción, Paraguay                     | Paraguay            | 2–1   | 5–2      | Kvalifikace na Mistrovství světa ve fotbale 2014 |
| 20.    | 18. listopadu 2013 | Busch Stadium, St. Louis, USA                                        | Bosna a Hercegovina | 1–0   | 2–0      | Přátelský zápas                                  |
| 21.    | 18. listopadu 2013 | Busch Stadium, St. Louis, USA                                        | Bosna a Hercegovina | 2–0   | 2–0      | Přátelský zápas                                  |
| 22.    | 3. září 2014       | Esprit Arena, Düsseldorf, Německo                                    | Německo             | 1–0   | 4–2      | Přátelský zápas                                  |
| 23.    | 31. března 2015    | MetLife Stadium, East Rutherford, USA                                | Ekvádor             | 1–0   | 2–1      | Přátelský zápas                                  |
| 24.    | 6. června 2015     | Estadio San Juan del Bicentenario, San Juan, Argentina               | Bolívie             | 2–0   | 5–0      | Přátelský zápas                                  |
| 25.    | 6. června 2015     | Estadio San Juan del Bicentenario, San Juan, Argentina               | Bolívie             | 3–0   | 5–0      | Přátelský zápas                                  |
| 26.    | 6. června 2015     | Estadio San Juan del Bicentenario, San Juan, Argentina               | Bolívie             | 4–0   | 5–0      | Přátelský zápas                                  |
| 27.    | 13. června 2015    | Estadio La Portada, La Serena, Chile                                 | Paraguay            | 1–0   | 2–2      | Copa América 2015                                |
| 28.    | 16. června 2015    | Estadio La Portada, La Serena, Chile                                 | Uruguay             | 1–0   | 1–0      | Copa América 2015                                |
| 29.    | 30. června 2015    | Estadio Municipal de Concepción, Concepción, Chile                   | Paraguay            | 5–1   | 6–1      | Copa América 2015                                |
| 30.    | 4. září 2015       | BBVA Compass Stadium, Houston, USA                                   | Bolívie             | 2–0   | 7–0      | Přátelský zápas                                  |
| 31.    | 4. září 2015       | BBVA Compass Stadium, Houston, USA                                   | Bolívie             | 4–0   | 7–0      | Přátelský zápas                                  |
| 32.    | 9. září 2015       | AT&T Stadium, Arlington, USA                                         | Mexiko              | 1–2   | 2–2      | Přátelský zápas                                  |
| 33.    | 10. června 2016    | Soldier Field, Chicago, USA                                          | Panama              | 5–0   | 5–0      | Copa América 2016                                |
| 34.    | 11. listopadu 2017 | Lužniki, Moskva, Rusko                                               | Rusko               | 1–0   | 1–0      | Přátelský zápas                                  |
| 35.    | 14. listopadu 2017 | Krasnodar Stadium, Krasnodar, Rusko                                  | Nigérie             | 2–0   | 2–4      | Přátelský zápas                                  |
| 36.    | 29. května 2018    | La Bombonera, Buenos Aires, Argentina                                | Haiti               | 4–0   | 4–0      | Přátelský zápas                                  |
| 37.    | 16. června 2018    | Otkrytije Arena, Moskva, Rusko                                       | Island              | 1–0   | 1–1      | Mistrovství světa ve fotbale 2018                |
| 38.    | 30. června 2018    | Ak Bars Arena, Kazaň, Rusko                                          | Francie             | 3–4   | 3–4      | Mistrovství světa ve fotbale 2018                |
| 39.    | 23. června 2019    | Arena do Grêmio, Porto Alegre, Brazílie                              | Katar               | 2–0   | 2–0      | Copa América 2019                                |
| 40.    | 6. července 2019   | Arena Corinthians, São Paulo, Brazílie                               | Chile               | 1–0   | 2–1      | Copa América 2019                                |
| 41.    | 18. listopadu 2019 | Bloomfield Stadium, Tel Aviv, Izrael                                 | Uruguay             | 1–1   | 2–2      | Přátelský zápas                                  |

## Úspěchy
Zdroj:

### Klubové
Atlético Madrid
- 1× vítěz Evropské ligy (2009/10)
- 1× vítěz Superpoháru UEFA (2010)

Manchester City
- 5× vítěz Premier League (2011/12, 2013/14, 2017/18, 2018/19, 2020/21)
- 3× vítěz Community Shield (2012, 2018, 2019)
- 1× vítěz anglického poháru – FA Cupu (2018/19)
- 6× vítěz anglického ligového poháru – EFL Cupu (2013/14, 2015/16, 2017/18, 2018/19, 2019/20, 2020/21)

### Reprezentační
- 2× zlato z Mistrovství světa do 20 let (2005, 2007)
- 1× zlato z LOH (2008)
- 1× stříbro z Mistrovství světa (2014)

### Individuální
- Nejlepší fotbalista do 21 let podle FIFA (2007)
- Nejlepší střelec MS do 20 let (2007)
- Nejlepší hráč MS do 20 let (2007)
- cena Golden Boy (2007)[4]
- ocenění Don Balón – kategorie nejlepší zahraniční hráč Primera División (2007/08)
- Hráč sezóny Manchesteru City (2011/12, 2014/15)[8][9]
- Gól sezóny hráče Manchesteru City (2011/12)[8]
- Hráč měsíce Premier League (říjen 2013, listopad 2014, leden 2016, duben 2016, leden 2018, únor 2019, leden 2020)[97]
- Tým roku Premier League (2017/18, 2018/19)[51][61]
- nejlepší střelec Premier League (2014/15 – 26 gólů)[97]

## Osobní život
Sergio se narodil 2. června 1988 ve městě Quilmes, v provincii Buenos Aires. Vyrůstal ve velké rodině se šesti sourozenci. Kvůli jeho podobě s japonskou animovanou postavičkou jménem „Kum Kum“ z jeho v dětství oblíbeného seriálu, mu jeho prarodiče dali přezdívku Kun, kterou nosí i na dresu.
19. února 2009 mu snoubenka, mladší dcera argentinské fotbalové modly Diega Maradony Giannina, porodila syna Benjamina.